# Kohlberg (Mühltal)
Der Kohlberg ist ein Berg im nordwestlichen Odenwald, nördlich des Weilers In der Mordach.

## Beschreibung
Der 270,0 m hohe Kohlberg in der Gemarkung Mühltal ist stark bewaldet.
Am Nordwestrand des Berges verläuft die B 426 „Rheinstraße“.
Am Südostrand befindet sich der Weiler „In der Mordach“.
Am Südwestrand verläuft die L 3098 „Beerbacher Straße“ und der Beerbach.

## Toponyme
1. 1605: das Dannenwäldlein der Kohlberg gen(annt)
2. undatiert: Kohlbuckelwald
3. undatiert: Bei der Kohlpeterwiese
4. undatiert: Der Kohlberg
5. seit 1799: Am Kohlberg
6. undatiert: Kohlberg
7. heute: Kohlberg

## Etymologie
Die Belege zum Namensbestandteil Kohl- gehören zu althochdeutsch kolo, mittelhochdeutsch kol mit der Bedeutung „Kohle“ bzw. „Holzkohle.“
Der Name Kohlberg bezieht sich auf alte Kohlenmeiler; so genannte „Kohlplatten“.